# Samurai Shodown V Special
Samurai Shodown V Special, aussi connu sous le nom de Samurai Spirits Zero Special (サムライスピリッツ零 SPECIAL, Samurai Supirittsu Zero Special) au Japon,  est un jeu vidéo de combat développé par Yuki Enterprise et édité en 2004 par SNK Playmore sur le système d'arcade Neo-Geo MVS, sur console Neo-Geo AES (NGM 272),,. Il s'agit d'une version améliorée de Samurai Shodown V et est le dernier jeu officiel de la plate-forme Neo Geo. Le jeu est réédité en 2017 en version non censurée (comme sur MVS) sur PlayStation 4 et PlayStation Vita.

## Versions
Samurai Shodown V Perfect, aussi connu sous le nom de Samurai Spirits Zero Special "Perfect Edition" (signifie également "Edition Complète") (サムライスピリッツ零 SPECIAL 完全版, Samurai Supirittsu Zero Special Kanzenban) au Japon, est une version rendue disponible dans la Samurai Shodown NeoGeo Collection sortie en premier le 11 juin 2020 sur le store d'Epic Games puis sur Nintendo Switch, Playstation 4 et Steam. Cette version du jeu propose une nouvelle histoire pour chaque personnage, de nouvelles scènes durant le jeu, un rééquilibrage, un nouvel écran titre et autre ajustement mineurs.
Concrètement, il s'agit d'un jeu basé intégralement sur les fichiers ROMs d'origines de la version finale de Samurai Shodown V Special / Samurai Spirit Zero Special aperçu lors d'un "location test" en 2004 et longtemps appelé Final Edition,. 
La version « Perfect » présente dans cette collection utilise donc comme base les fichiers originaux de la version finale du Special mais patch à la volée en mémoire (via l'émulateur officiel Moo, utilisé également par la collection Street Fighter 30th Anniversary Collection,) un certain nombre d'éléments: l'écran titre (faisant apparaitre le mot « Perfect » à l'écran) ainsi que le langage anglais du mode histoire (qui n'est qu'en japonais dans la version finale), mais aussi d'autres suppléments au niveau des sprites (avec les overkills légèrement adaptés par exemple).
En outre, l'émulateur Moo permet à ce jeu d'obtenir un "zoom HD" (dixit Mike Mika) permettant la mise à l'échelle des images-objets ce qui, concrètement, ajoute un lissage visuel lors des zoom/dezoom sur les personnages pendant le jeu.
Le 29 septembre 2022 sort une nouvelle version de Perfect uniquement disponible sur le système d'arcade exA-Arcadia, cette version utilise les écrans titres de la précédente version Perfect mais modifie plusieurs éléments (en utilisant toujours la méthode de patchage en mémoire, comme précédemment) comme les overkills qui devraient être restaurés (en provenance de la version MVS du Special), de meilleures traductions en anglais, un meilleur équilibre dans le gameplay mais aussi quelques corrections de bugs divers et variés.
Le synopsis de ces révisions est le suivant :
Situé dans une chronologie alternative (il s'agit d'un "Dream Match", un "best of" en quelque sorte), Kuroko cherche les plus forts guerriers pour participer à un tournoi qui sera révélé plus tard comme étant organisé par Yoshitora lui-même. Comme le jeu était développé simultanément avec Samurai Shodown VI, il est fortement sous-entendu que les histoires des personnages dans le jeu sont un prélude aux événements qui auraient lieu dans le jeu suivant.